# Epimesosa taliana
Epimesosa taliana – gatunek chrząszcza z rodziny kózkowatych i podrodziny zgrzypikowych. Jedyny przedstawiciel rodzaju Epimesosa.

## Zasięg występowania
Gatunek ten występuje w południowych Chinach, notowany w prowincjach Syczuan oraz Junan.